# Прясло стены Новгородского Кремля между башнями Покровской и Кокуй
Прясло стены между башнями Покровской и Кокуй — памятник архитектуры. Расположен в Великом Новгороде, в южной части Новгородского Кремля.

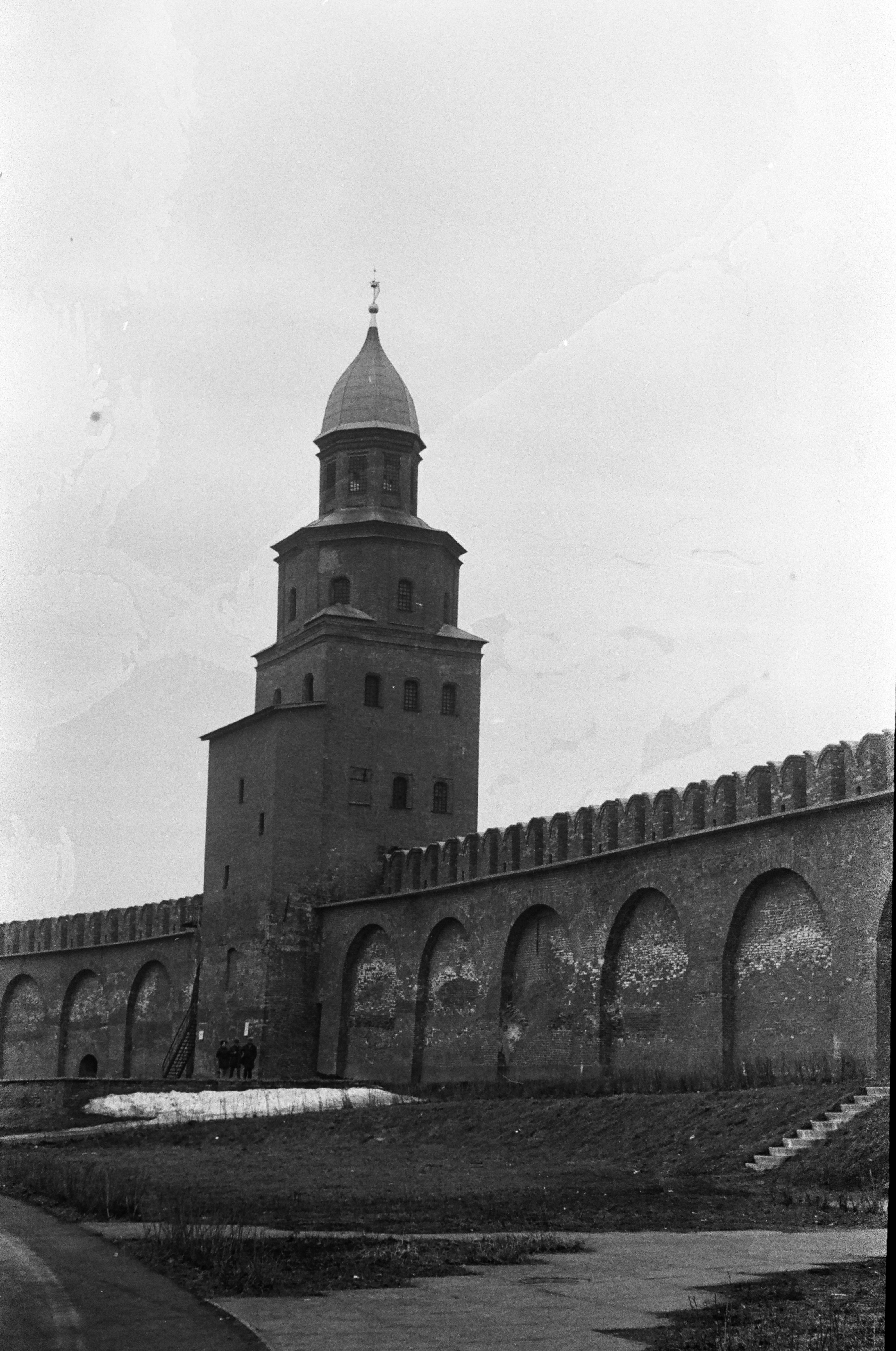
Вид зубцов до реставрации 90-х

Слегка изогнутое в плане прясло построено в конце XV века. Его длина 58,9 м, высота с зубцами 11 м, ширина в уровне боевого хода 3,6 м, оно сложено из валунов и плитняка и облицовано кирпичом. Размер оригинальных кирпичей — 24-25,5 х 12,5-13 x 6,5-7,5 см. Как и у прочих прясел детинца, у него наклонная цокольная часть, отделённая от верхней вертикальной части горизонтальным валиком из тёсаного кирпича. Зубцы прясла высотой 2,2 м стоят на невысоком парапете, в нижней части расположены две на 2008 год заложенные бойницы подошвенного боя, на внутреннем фасаде — восемь арок-ниш, с помощью которых увеличен боевой ход.
В конце XVI века зубца прясла переделали в прямоугольные, немного подняли площадку боевого хода, побелили стены, сделали крышу. В середине XVII века прошёл ремонт прясла. В 1692—1693 годах к пряслу пристроили Большие палаты Воеводского двора (утрачены в XIX веке, посередине прясла с трёх арках видны остатки пят сводов в месте их былого примыкания, в третьей от башни Кокуй арке видна кладка ранее существовавшего выхода из Кремля, там же с внешней стороны стены расположена узкая прямоугольная дверца с полочкой и нишкой для иконы над ней и заложенное на 2008 год оконце). Ещё раз прясло ремонтировали в середине XVIII века, в 1820-е годы над стеной сделали не закрывающее зубцы дощатое покрытие, в 1860-е годы прошёл очередной ремонт.
Во время Великой Отечественной войны пострадала облицовка, зубцы, арки и боевой ход прясла. В 1952 году прошла реставрация с восстановлением вида конца XV века. В 1958 году боевой ход был гидроизолирован, покрыт бетонными плитами. Ещё одна реставрация зубцов и облицовки с внутренней стороны прошла в 1992—1995 годах, тогда же площадку боевого хода покрыли рубероидом и сделали над пряслом двускатную крышу из биметалла по бревенчатым стропилам, зацементировали фундаменты и их контакт с грунтом.